# Paraspathosternum
Paraspathosternum är ett släkte av insekter. Paraspathosternum ingår i familjen gräshoppor.
Kladogram enligt Catalogue of Life:
| Paraspathosternum | \| \| Paraspathosternum andringitra \| \| \| \| \| \| Paraspathosternum pedestre \| \| \| \| |
|                   | \| \| Paraspathosternum andringitra \| \| \| \| \| \| Paraspathosternum pedestre \| \| \| \| |
|                   | Paraspathosternum andringitra                                                                |
|                   |                                                                                              |
|                   | Paraspathosternum pedestre                                                                   |
|                   |                                                                                              |